# Бордуков, Павел Викторович
Павел Викторович Бордуков (бел. Павел Віктаравіч Бардукоў; род. 10 апреля 1993, Могилёв) — белорусский футболист, полузащитник.

## Карьера
С 2009 по 2011 год выступал в чемпионате дублёров Белоруссии. В 2011 дебютировал за основной состав «Днепра» в Высшей лиге страны, сыграл 1 матч. В 2012 году выступал во Второй лиге страны за «Днепр-2». После возвращения могилёвского клуба в элитный дивизион в 2013 году вновь стал выступать за дублирующий состав, иногда играя за основную команду. В феврале 2014 года продлил контракт с клубом. Во второй половине года закрепился в стартовом составе могилевчан.
В 2015—2016 годах был игроком основы. В декабре 2016 года продлил контракт на один год. В сезоне 2017 иногда преимущественно оставался на скамейке запасных. Летом 2018 года вновь закрепился в стартовом составе команды.
В марте 2019 года покинул могилёвский клуб и продолжил карьеру в «Белшине». Сперва чередовал выходы в стартовом составе и со скамейки запасных. В сентябре смог закрепиться в основе команды.
В феврале 2020 года продлил контракт с бобруйчанами. Сезон 2020 начал в стартовом составе. Позже стал чаще оставаться в запасе. В декабре покинул клуб.
В январе 2021 года стал тренироваться в составе клуба «Днепр-Могилёв», с которым в феврале был подписан контракт. В декабре 2022 года продлил контракт с могилёвским клубом.